# Ashfield (Hampshire)
Ashfield – wieś w Anglii, w hrabstwie Hampshire. Leży 14 km na południowy zachód od miasta Winchester i 113 km na południowy zachód od Londynu.